# Amblyceps foratum
Amblyceps foratum är en fiskart som beskrevs av Ng och Maurice Kottelat 2000. Amblyceps foratum ingår i släktet Amblyceps och familjen Amblycipitidae. IUCN kategoriserar arten globalt som livskraftig. Inga underarter finns listade i Catalogue of Life.